# 爆破解体

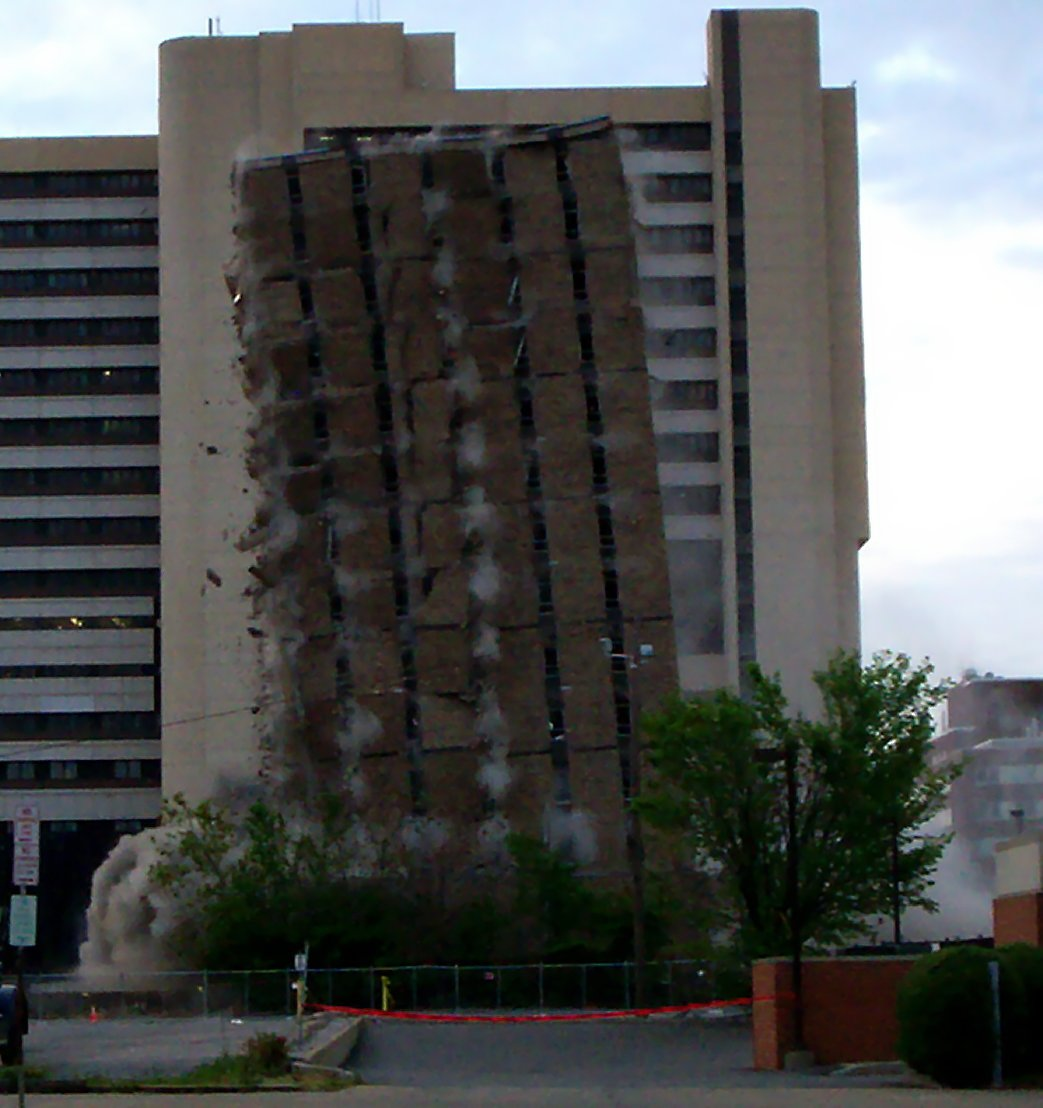
爆破解体により建物が崩れ落ちる瞬間。

爆破解体（ばくはかいたい）とは、大型の建築物（高層ビル・橋・スタジアム・煙突など）をダイナマイトなどの爆薬を用いて爆破し、解体すること。発破解体（はっぱかいたい→発破）とも呼ばれる。

## 概要
これらの施工は、英語では爆発を意味する explosion ではなく、爆縮を意味する implosion があてられる。これは爆発物（爆弾）が外部に向かって対象物を吹き飛ばすのに対して、爆破解体ではコントロールされた最小限の爆発や、あるいは炸薬の燃焼に伴う高熱や指向性のある爆轟で切断する爆切（→モンロー/ノイマン効果による）で、建物の構造を破壊、敷地の内側に構造の自重によって倒れ込み折り畳まれるようにして倒壊させるためである。
爆破解体の行われる理由は、大型建築物を安価で容易に、また人件費を掛けずに短期間で解体できるためである。その反面、構造を無視した無闇な爆破は、建物の破片が周囲に飛散したり予想外の方向に倒れこんだりといった危険を伴うため、予め建物の構造を図面と実物の双方で調査し、緻密に計算された最低限の爆薬を適切な場所に設置し発破をかけ、建築物自身の均衡を崩し強大な重量で自壊するのを後押しするような形でとりおこなう。
爆破解体は建物の崩れ落ちる様子に迫力があるため、当日には大勢の見物人が集まることも多い。日本国内では簡単には行えないことから（後述）馴染みはないが、1980年代に三田工業（現・京セラドキュメントソリューションズ）やスバル・レオーネのテレビCM中で、アメリカでのビル爆破解体の瞬間が放映されたことで一気に注目を浴びた。

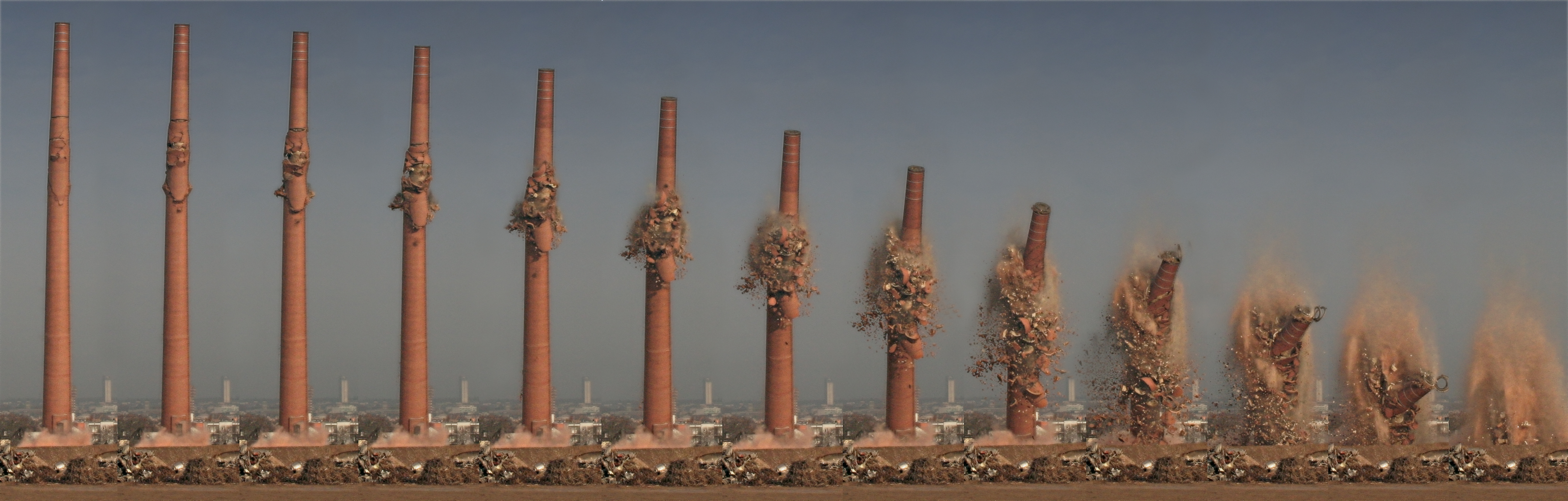
煙突の爆破解体の連続写真

## 爆破解体の技術

爆破解体により崩れ落ちる建物。周辺に瓦礫が飛散するのを防ぐため、建物が内側に崩壊するように爆破されることが多い。

爆破解体では、建物構造の倒壊で上部構造が下部構造を押し潰して破壊が連鎖的に進行するように、綿密に計算された爆発を発生させる。このため確実で誤差のできるだけ少ない方法が取られ、電気的な着火を行うための電気雷管を使用し、爆発物を計画的に設置する。この爆破手順は一種のシーケンサに入力された手順に沿って進行し、施工方法によっては全ての雷管を同時に起爆するのではなく、ある程度の間を置いて起爆させることもある。この場合、既に崩れた部分が先の爆発で強度の低下した部分に落ち込むようになっており、また部分的に原型のまま崩落させ、階下構造を打ち抜くための槌として利用する場合もある。
過去の失敗例では、予期しない経路の爆薬が先に発火、その先の爆薬が起爆用ケーブルの破損によって不発となるなどして、部分的に構造が残ってしまったという事例が見られる。
この施行の際には、幾つかの性質の違う爆薬や火工品が用いられ、指向性のあるものや鉄骨や鉄筋を爆切するもの、またフロアの床面を抜いて崩落を助けるものなどの工夫が見られる。
同技術の初期の頃には、単純に基部構造を発破（ダイナマイトによる爆破）で吹き飛ばし、倒れるに任せるという現在から見れば乱暴極まりない方法が行われていたが、予期せぬ方向に倒れた煙突の爆破では、倒れた際に飛び散った破片などで見物人に死傷者が出た事例もあり、次第に「出来るだけ垂直方向に崩れ落ちる」ように変化していった。現在では過去の破壊データの蓄積にも拠り、柱の倒れる方向や建物全体の崩れ落ちる方向もコントロールすることまで可能になっている。
爆破解体では、予定された方向への倒壊を促すため、発破の事前に鉄筋や鉄骨を切断しておくなどの準備作業を行い、次いで爆薬をセットするための穴をコンクリート構造に穿つ作業が行われる。この際、水平方向にコンクリートを爆砕しても、残った構造の上に上の構造が「乗ってしまう」場合もあるため、上構造をずらせて滑り込ませるために角度をつけて破砕し、上の重量が集中する柱構造が下の構造に乗らずに、より強度の低い床面などを直撃するようにといった工夫が見られる。

## 日本国内の事例
日本では火薬の取り扱いや関連する法規制が厳しい上に、特に都市部では建物同士が隣接しているため破壊時に飛び散る破片や埃の問題、さらには地震国である日本の強固な建物に対応するための火薬量調整の難しさもあり、橋梁の撤去作業など人里離れた場所以外では実施されるケースは少ない。そのため、ビル解体では、建物内に搬入した建設機械で上から削り取るように解体する方法や、爆破解体の代替技術として時間を掛けてゆっくり膨張する静的破砕剤が利用される。後者は、計算された破壊を行うという観点からは、爆破解体に通じる技術体系となっている。

### 凌雲閣
1923年、関東大震災で被災した東京府東京市浅草区（現在の東京都台東区に当たる）凌雲閣の解体の際には陸軍赤羽工兵隊による爆破解体が行われ、一部倒壊した凌雲閣の外壁や内側に、ダイナマイトを打ち込んで爆破した。しかし設置にミスがあり一部が残った状態となったため、後に2回目の爆破が行われて解体を完了した。凌雲閣の瓦礫の山には、東京のシンボルであった凌雲閣を偲ぶ人々が登ったという。

### 国際連合平和館
1985年に茨城県筑波郡谷田部町（現・つくば市）などで開催された国際科学技術博覧会の国際連合平和館（1986年3月解体）の事例では、ワイヤー補強コンクリートによるドーム状建造物という特異な工法だった同館を、従来の重機や鉄球破壊といった工法で解体するとワイヤーがバネとなって跳ねる恐れがあり危険であることから、爆破解体の工法が取られた。爆破の設計・施工管理は米C.D.I.社が行った。ドーム状建物であるため、先に基部を破壊、後に大きく残ったドーム部分を破壊する方法を取った。

### 木の岡レイクサイドビル
滋賀県大津市木の岡（このおか）町の琵琶湖湖畔に建っていた木の岡レイクサイドビル（北緯35度04分31.8秒 東経135度53分13.7秒 / 北緯35.075500度 東経135.887139度）の解体工事（1992年5月22日実施）は、大阪万博来場客を当てこんだ鹿児島県の業者が観光ホテルとして1968年に着工したものだったが、後に資金難から工事が中断し、そのままとなっていたものである。暴走族の溜まり場になっているなどの苦情が出ており、早期に解体を望む声はあったものの解体費用がネックとなり、20年以上も野ざらしにされていた「幽霊ビル」「幽霊ホテル」だった。後に京都府の業者UIC（ユーイック）がこの敷地を買い取り、ビルを解体しその跡地にリゾート施設を新たに建設する計画を立てたが、ビル解体についてはコスト面からダイナマイトによる爆破解体を選択し実行したのだった。ところが、同社では当時社内に火薬類取扱保安責任者資格を持つ者がいなかったため、全社を挙げて資格取得に臨んだものの、資格試験に合格したのは当時入社数年程度の事務の女性社員2名のみであったという。
ビル爆破の当日は最寄り駅であるJR叡山駅（現・比叡山坂本駅）周辺を中心に大賑わいとなり、現地にはその瞬間を見ようと4万人以上もの観衆が訪れた（屋台まで出店した）ほか、ヘリコプターが多数飛び交うなどマスコミも大挙押し寄せ、地元局のBBCびわ湖放送に至っては生放送の報道特別番組を編成した。そして定刻より1分遅れの13時01分にスイッチが入れられ、ビルは発破解体されたものの、上から雪崩のように崩れたわけではなく、主に横倒しになっただけであった。これは、実際は法規制の問題などもあり、少量の火薬（100g×2,809本＝280.9kg）でビルを倒壊できるよう琵琶湖側に横倒しする方法を選んだものであった。
ちなみに、爆破解体計画が持ち上がった当初は周辺住民からの反対運動もあったため、業者がわざわざオーストラリアに住民を招待し実際の解体現場を見せるなどして説得にあたったというエピソードもある。
その後、バブル崩壊もあり解体された跡地にはリゾート施設は建てられず、瓦礫の山のまま野ざらしとなっていたが、2001年に跡地を含む土地を滋賀県が購入し、比叡辻臨水公園として整備、「木の岡ビオトープ」として自然環境の保護に努めている。なお、現在跡地にはソーラーパネル群が並べられている。
当ビルの後も不況により廃墟化する建築物は増加したが、日本国内では上述の通り法規制が厳しいことなどもあり、主流の方式にはならなかった。

### その他
1981年北海道苫小牧市で旧陸軍が建造したトーチカ除去の補助、1988年建物解体撤去の効率化実験を長崎県西彼杵郡高島町（現・長崎市）軍艦島の旧炭鉱住宅解体で実施したが、日本の建築基準（耐震構造）ではさらに問題点が指摘された。以後、岩手県釜石市の高炉爆破解体、福岡県大牟田市の石炭施設爆破解体、及び2013年から2016年に掛けて行われた荒瀬ダム門柱爆破解体、2020年11月18日に行われた新川尻橋（岐阜県揖斐川町）の爆破解体といった事例がある。
アンテナ塔とその施設では、ロラン航法システムのアンテナ解体の際に爆破が行われた。